# Bibio aduncatus
Bibio aduncatus är en tvåvingeart som beskrevs av Guang Yu Luo och Yang 1988. Bibio aduncatus ingår i släktet Bibio och familjen hårmyggor. Inga underarter finns listade i Catalogue of Life.